# Hugo Graf von und zu Lerchenfeld auf Köfering und Schönberg
Hugo Max Graf von und zu Lerchenfeld auf Köfering und Schönberg (21 de agosto de 1871, Köfering— 13 de abril de 1944, Múnich), conocido como Graf von Lerchenfeld-Köfering por poco tiempo, fue un político conservador y Ministro-Presidente de Baviera desde 1921 hasta 1922. Perteneció al Partido Popular Bávaro, un partido conservador separatista en Baviera formado después de la Primera Guerra Mundial.

## Vida
Hugo Graf von und zu Lerchenfeld nació en 1871, en Köfering, hijo de Ludwig Graf von und zu Lerchenfeld y Clara von Bray-Steinburg. Se casó con Ethel Wyman de Nueva York.
Originalmente estudió Derecho, graduándose en 1893. Trabajó como oficial de gobernación en Baviera desde 1987 hasta 1914, después de cambiar al gobierno imperial, trabajó como administrador civil desde 1915 hasta 1918 en la antigua parte rusa de Polonia, después de esto, en el departamento de Asuntos Exteriores alemán. Después de la Primera Guerra Mundial, se convirtió en el representante federal del gobierno alemán en el estado de Hesse.
Hugo fue elegido Ministro-Presidente de Baviera un 21 de septiembre de 1921, sucediendo a Gustav Ritter von Kahr, quien había renunciado antes. Fue elegido por la coalición de los partidos conservadores. No fue un alto cargo en el partido, sino más bien un administrador civil respetado, con una buena relación con el SPD. Se las arregló, durante su tiempo en el cargo, para acabar con la crisis provocada, en gran medida, por los intentos de Baviera de liberarse de la república alemana, así el gobierno federal intenta ganar más control sobre la política del estado. También ocupó además el cargo de Ministro de Justicia.
Se enfrentó a una crisis de la coalición en julio de 1922 debido a las renovadas disputas con el gobierno federal, perdiendo gran parte de su apoyo en su propio partido, pero logró resolver la crisis una vez más. Con el tiempo, por esta razón, tuvo que renunciar a su cargo el 2 de noviembre de 1922, acusado de no haber conseguido suficiente en las negociaciones.
Continuó sirviendo como funcionario en la administración alemana después de esto, como embajador alemán en Austria 1926-1931 así pues, estuvo envuelto en negociaciones legales con Bélgica en 1931.
Graf, el nombre de Hugo Graf von und zu Lerchenfeld, es un título nobiliario equivalente al de un Conde.